# 10607 Amandahatton
10607 Amandahatton eller 1996 VQ6 är en asteroid i huvudbältet som upptäcktes den 13 november 1996 av den italiensk-amerikanske astronomen Paul G. Comba vid Prescott-observatoriet. Den är uppkallad efter upptäckarens styvdotter, Amanda H. Hatton.
Asteroiden har en diameter på ungefär 6 kilometer och den tillhör asteroidgruppen Eunomia.